# Bruno Beijer
Bruno Beijer (* 5. Juli 1944 in Shanghai, Republik China) ist ein schwedischer Diplomat, der unter anderem zwischen 2001 und 2005 als Botschafter in Malaysia sowie von 2005 bis 2010 als Botschafter in den Vereinigten Arabischen Emiraten fungierte und als solcher zugleich als Botschafter in Katar und Bahrain akkreditiert war.

## Leben
Bruno Beijer, Sohn des Direktor Sven Beijer und Esther Baptista, begann nach dem Schulbesuch ein Studium der Fachrichtung Zivilökonomie an der Handelshochschule Stockholm HHS (Handelshögskolan i Stockholm), welches er 1969 beendete. Im Anschluss absolvierte er zwischen 1970 und 1972 eine Ausbildung für den diplomatischen Dienst des Außenministeriums (Utenriksdepartementet), in den er nach Abschluss der Ausbildung übernommen wurde. 1972 war er Mitglied der Delegation bei der Umweltschutzkonferenz der Vereinten Nationen und fand daraufhin zwischen 1973 und 1976 Verwendung an der Botschaft in Indonesien sowie von 1976 bis 1978 an der Botschaft in Frankreich. Nachdem er zwischen 1978 und 1983 im Außenministerium sowie von 1983 bis 1986 an der Botschaft in der Bundesrepublik Deutschland tätig gewesen war, fungierte er zwischen 1986 und 1990 als Botschaftsrat (Ambassadråd) an der Botschaft in Tansania. Er fand von 1990 bis 1994 Verwendung als Kanzleirat (Kansliråd) im Außenministerium und zwischen 1994 und 1997 als Gesandter (Minister) in Dänemark, ehe er von 1997 bis 2001 im Außenministerium Gesandter für Asien und den Pazifikraum war.
Als Nachfolger von Harald Fälth wurde Beijer 2001 Botschafter in Malaysia und verblieb auf diesem diplomatischen Posten in Kuala Lumpur bis 2005, woraufhin Helena Sångeland ihn dort ablöste. Zuletzt übernahm er am 26. Mai 2005 von Lars-Erik Grundell den Posten als Botschafter in den Vereinigten Arabischen Emiraten mit Amtssitz in Abu Dhabi und war als solcher bis zu seiner Ablösung durch Magnus Schöldtz 2010 zugleich als Botschafter in Katar und Bahrain akkreditiert.
Bruno Beijer heiratete 1982 Assessorin Lena Olson (* 1943), Tochter von Direktor Olof Olson und Kerstin Thorén.